# 梅東村 (嘉義縣)
23°34′42.2″N 120°33′37.4″E / 23.578389°N 120.560389°E
梅東村是中華民國臺灣嘉義縣梅山鄉轄下的行政區。位於嘉義縣東北方，北鄰雲林縣古坑鄉華南村，西鄰梅山鄉梅北村，南鄰梅山鄉永興村，東接梅山鄉半天村。

## 教育[2]
- 梅山國民小學：1907年(明治四十年)成立梅仔坑公學校。1921年(大正10年)改稱小梅公學校。1946年因台灣光復，故校名改小梅鄉第一國民學校。1947年為梅山鄉梅山國民學校。1968年校名為梅山國民小學。
- 梅山國民中學：1956年為嘉義縣立大林中學梅山分部，1960年設為嘉義縣立梅山初級中學。2000年九二一震災後校舍毀損，目前校園為2002年遷校校址。

## 文化資源
- 梅山玉虛宮[3]：主神為北極玄天上帝。建造年代約為1757年(乾隆22年)。因曾遭逢嘉義大地震(1906年)、中埔大地震(1941年)，現今廟貌為1970年募建而成。
- 梅東龍興宮[4]：主神為中壇元帥。建立年代約於20世紀中。
- 萬善廟[5]：主神為萬善爺。建立年代約為1858年。
- 梅山中華聖母天主堂：為天主教嘉義教區的天主堂。1957年建立。